# Jermaine Francis
Jermaine Francis (né le 9 mars 1998) est un athlète kittitien, spécialiste du saut en hauteur.

## Carrière
Alors qu’il n’a qu’un record personnel, également record national, de 2,22 m établi en avril 2017, il l’ameliore à 3 reprises lors des Jeux d’Amérique centrale et des Caraïbes de 2018 à Barranquilla pour le porter à 2,28 m et remporter la médaille de bronze des Jeux.